# Котяча акула горбата
Котяча акула горбата (Apristurus gibbosus) — акула з роду Чорна котяча акула родини Котячі акули. Натепер продовжується вивчення цієї акули.

## Опис
Загальна довжина досягає 54,2 см. Голова довга. Морда сплощена, подовжена. Очі маленькі, овальні, горизонтальної форми, з мигательною перетинкою. За ними розташовані невеликі бризкальця. Надочний канал переривчастий. Ніздрі подовжені, розташовані під кутом. Верхні губні борозни довше за нижній. Рот широкий. Зуби дрібні, гострі, з багатьма верхівками. У неї 5 коротких зябрових щілин. Тулуб стрункий. Форма осьового скелет зігнута, що нагадує горб. Звідси походить назва цієї акули. Кількість витків спірального клапана шлунка становить 13-22. Має 2 однакові спинні плавці. Вони маленькі, розташовані ближче до хвоста. Анальний плавець з широкою основою. Хвостовий плавець подовжений.
Забарвлення однотонне — коричнювате з темними відтінками.

## Спосіб життя
Тримається на глибинах до 900–1000 м. Доволі повільна та малоактивна акула. Полює переважно біля дна. Живиться креветками, іншими ракоподібними, кальмарами, дрібними донними рибами.
Це яйцекладна акула. Самиця відкладає 1-2 яєць завдовжки 6,8 см, завширшки 2,9 см, що мають товсту оболонку, в кутах є спіралеподібні вусики, що тримаються за ґрунт.
Не є об'єктом вилову. Для людини не становить небезпеки.

## Розповсюдження
Мешкає у південно-Китайському морі, біля узбережжя материкового Китаю та о. Хайнань.